# Effectgaren

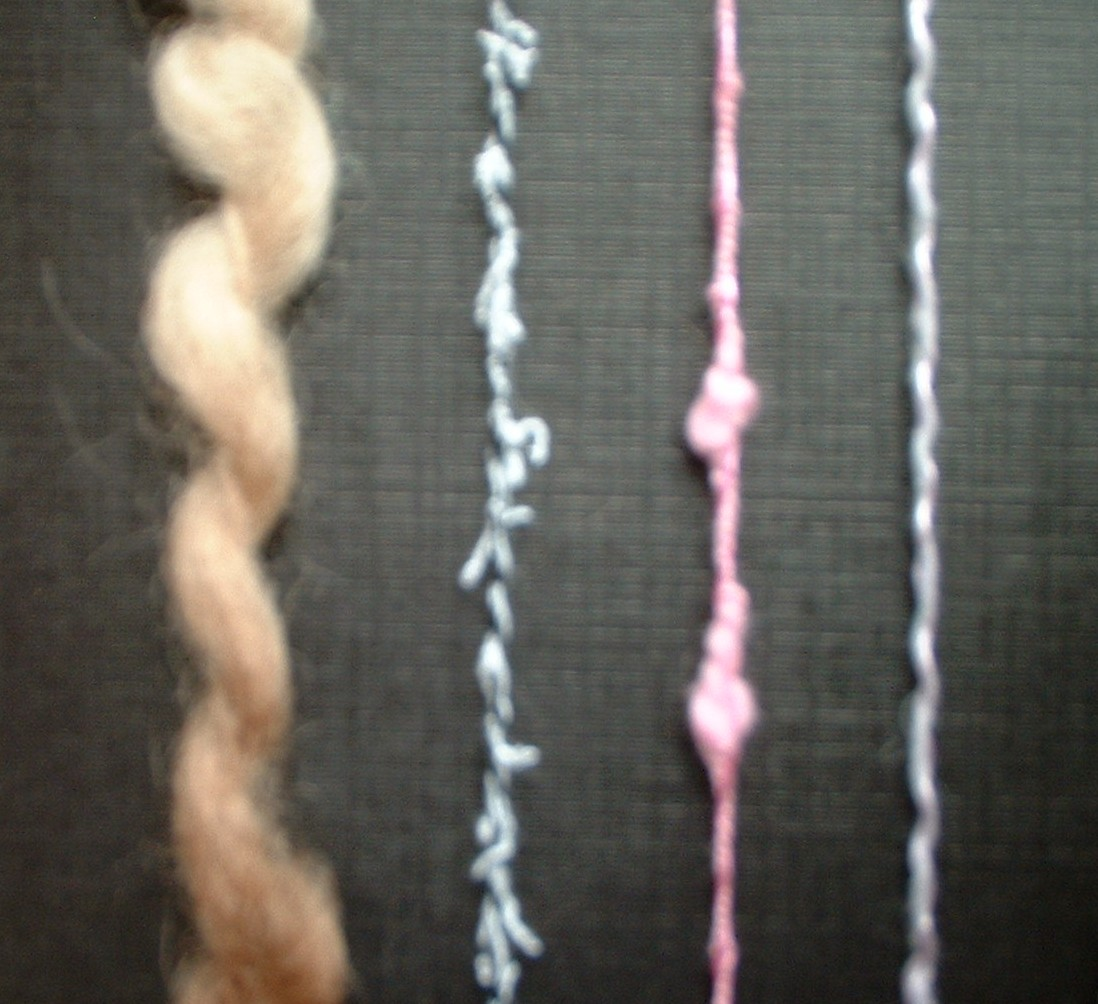
Effectgaren v.l.n.r bouclé, lussentwijn, noppentwijn, ondé

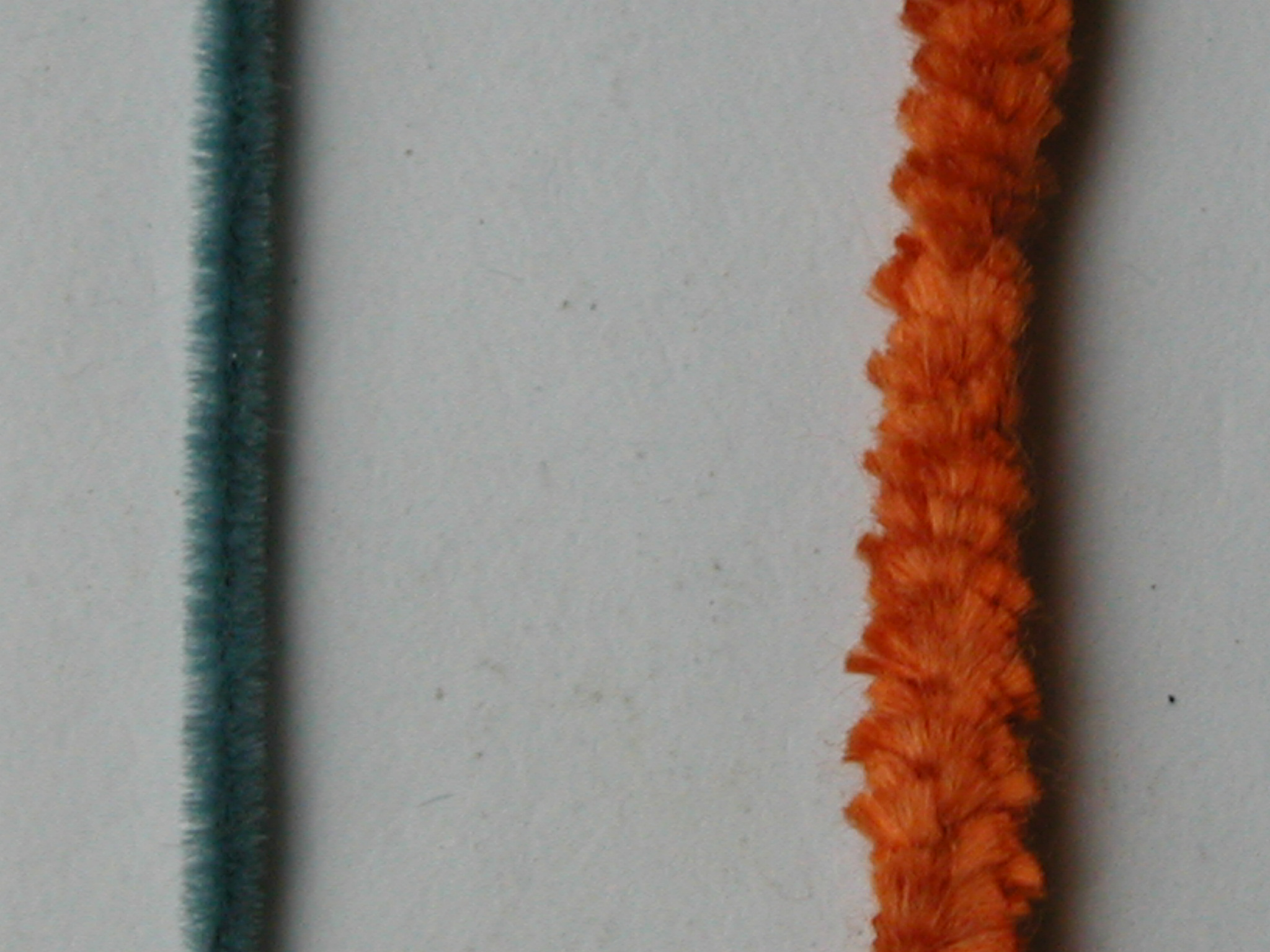
Vlokgaren (l) en chenille (r)

Effectgarens zijn garens die een oppervlaktestructuur of kleur hebben die afwijkt van het standaard garen. De naam effectgarens is eigenlijk niet juist. De groep omvat namelijk meer twijnen dan garens.

## Effectgaren
Zoals de naam zegt is dit een enkelvoudig garen Tot deze groep behoren onder andere
- noppengaren. Hierbij zijn in het garen propjes vezels verwerkt.
- slubgaren. Door ongelijkmatig spinnen ontstaan in dit garen dikke en dunne plaatsen.
- vlokgaren. Losse vezels worden dwars op een kerngaren geplakt zodat een zeer volumineus garen ontstaat.
- glimmende garens uit metaal- of een andere folie. De bekendste merknaam is Lurex.
- ondé. Golvend omsponnen metaalgaren.
- jaspé. Twee verschillend gekleurde voorgarens worden samen versponnen en geven dan een twijneffect.

## Effecttwijn
De effecttwijn bestaat uit twee of meer garens en soms effectvezels. Het effect wordt meestal vastgezet met een fixeerdraad. Een aantal bekende zijn
- mouliné. Twee verschillend gekleurde garens worden samengetwijnd.
- spiraal- of kurkentrekkertwijn, hiervoor worden een hard gedraaid dik garen en een normaal dun garen los samengetwijnd.
- frotté. Een strakke gronddraad wordt samengetwijnd met een sneller toegevoerd effectgaren dat lussen vormt.
- bouclé. Als frotté maar als lussendraad wordt een zacht, volumineus wolgaren gebruikt.
- lussentwijn. Als frotté, maar de effectdraad is sterk getwist waardoor de lussen in elkaar draaien.
- knopen- of noppentwijn. Door de aanvoer van de gronddraad periodiek stop te zetten vormt de effectdraad knopen of noppen.
- vlammentwijn of flammé. Aan de twee draden van een twijn wordt telkens gedurende korte tijd een voorgaren toegevoerd en dan weer weggehaald waardoor korte verdikkingen in de twijn ontstaan, soms in afwijkende kleuren.
- chenille. Echte chenille wordt gevormd uit een weefsel bestaande uit slingerdraad. Het weefsel wordt na elk paar slingerdraden in de lengte doorgesneden, zodat smalle stroken ontstaan. Tussen de twee draden worden de stukjes inslag vastgehouden zodat een volumineus garen ontstaat. Imitatie chenille wordt gemaakt door aan een tweedraadstwijn vezels toe te voeren.

Effectgarens worden toegepast in gordijnstoffen, meubelbekleding, tapijten, handbreigarens, bloeses, truien, vesten en als effectdraad in allerlei modieuze artikelen.